# Sziduch
Sziduch (hebr.: שִׁדּוּךְ, pl. shidduchim שִׁדּוּכִים, aram. שידוכין) - żydowski system swatania, polegający na kojarzeniu w pary i przedstawianiu sobie oraz rodzinom kandydatów i kandydatki do ślubu.
Sziduchem zajmują się głównie zawodowi swaci (m. szadchan, f. szadchana), ale także starsi członkowie rodziny. Po zakończonym sukcesem skojarzeniu w parę, swat otrzymywał wynagrodzenie w ustalonej wcześniej kwocie, bądź procent od posagu panny młodej.
Narzeczeństwo kończyło podpisanie tenaim - dokumentu narzeczeństwa, w którym obie strony zobowiązywały się do zawarcia małżeństwa.

## Sziduch w XX i XXI wieku
W XX i XXI wieku sziduch popularny był głównie w społecznościach ortodoksyjnych Żydów, oraz międzynarodowo - szczególnie tam, gdzie społeczność Żydowska w danym kraju była nieliczna.
Pandemia COVID-19 przyniosła popularyzację międzynarodowego sziduchu także wśród nie-ortodoksyjnych Żydów, oraz wśród niereligijnej części społeczności żydowskich. Mówi się nawet o rewolucji sziduchu.
Obecnie praktyka sziduchu wspierana jest przez systemy online i aplikacje na urządzenia mobilne, m.in. Shidduch View - The Kosher Video Date App, Basheret, SHIDCH, czy Matchmaking.
Wybrane instytucje oferujące formację religijną dla kobiet żydowskich mają w swojej ofercie także usługę sziduchu.

## Sziduch w kulturze popularnej
Temat sziduchu obecny jest także w literaturze popularnej, filmach (m.in. Unorthodox, The Matchmaker, Nadzwyczajni, Make Me a Match), oraz serialach (np. w popularnym serialu Shtisel, Srugim). Stał się osnową serialu Bubbies Know Best (pol. Babcie wiedzą najlepiej), Yenta Your Love Life.

## Zobacz także
- Małżeństwo w judaizmie